# Choi Eun-hee
Choi Eun-hee (en idioma coreano: 최은희; Gwangju, 20 de noviembre de 1926-Gangseo, 16 de abril de 2018) fue una actriz surcoreana. Durante veinte años fue considerada una de las estrellas más importantes del cine coreano. Debutó en 1947 en A New Oath
De acuerdo con IMDb actuó en ochenta y una películas entre 1955 a 1985. En 1985 fue premiada a la Mejor Actriz en el XIV Festival Internacional de Cine en Moscú por la película Sogum.

## Secuestro por las autoridades norcoreanas
Estuvo casada con el cineasta Shin Sang-ok hasta poco antes de 1978, del que se divorció a causa de una infidelidad. Aquel año la pareja fue secuestrada en Hong Kong y llevados a Corea del Norte por órdenes del dictador Kim Jong-il con el objetivo de que rodaran producciones propagandísticas en las que Choi fuese la protagonista.
Poco después de acceder a las demandas del máximo dirigente, ambos volvieron a casarse. En 1986 aprovecharon que se encontraban en Viena, Austria para escapar y pedir asilo político en la embajada de Estados Unidos.
Junto con Shin escribió unas memorias sobre los años que pasó en Pionyang, la capital norcoreana.
En 2015 Paul Fisher publicó la biografía de su vida en inglés titulada: A Kim Jong-Il Production: The Extraordinary True Story of a Kidnapped Filmmaker, y en 2016 Robert Cannan y Ross Adam presentaron en el Sundance Film Festival el documental: The Lovers and the Despot.